# 존 해리스 (영화 편집자)
존 해리스(Jon Harris, 1967년 7월 11일~)는 영국의 영화 편집자로, 스내치 (2000), 레이어 케이크 (2004), 디센트 (2005), 스타더스트 (2007), 127 시간 (2010), 우먼 인 블랙 (2012), T2: 트레인스포팅 2 (2017), 맥마피아 (2018), 예스터데이 (2019), 더 디그 (2021), 스픽 노 이블 (2024) 등의 작품으로 잘 알려져 있다.
127 시간 (2010)으로 아카데미 편집상 후보에 올랐다.

## 경력
닐 마셜 감독의 디센트 (2005) 작업으로 2005년 영국 독립 영화상 (BIFA) 최우수 기술 공헌상을 수상했다.
2011년 해리스는 대니 보일의 127 시간 (2010) 편집 작업으로 아카데미상 (오스카)과 영국 영화 텔레비전 예술 아카데미 (BAFTA) 상 후보에 올랐으며, 이후 미국 영화 예술 과학 아카데미 (AMPAS)의 회원이 되었다. 에디 해밀턴과 함께 킹스맨: 시크릿 에이전트 (2015) 편집 작업으로 새턴상 편집상 후보를 포함한 총 13개의 추가 후보 지명을 받았다.
현재 대니 보일 감독의 28년 후 (2025)를 작업 중이다.

## 필모그래피
편집자
- 28년 후 (2025)
- 스픽 노 이블 (2024)
- 해롤드 프라이의 예상치 못한 순례 (2023)
- 피스톨 (2022)
- 더 디그 (2021)
- 예스터데이 (2019)
- Darkness Visible (2019)
- 벌에게 이야기해줘 (2018)
- 맥마피아 (2018)
- T2: 트레인스포팅 2 (2017)
- 바스티유 데이 (2016)
- 킹스맨: 시크릿 에이전트 (2014)
- 1월의 두 얼굴 (2014)
- 어느 날의 크리스마스 (2013)
- 트랜스 (2013)
- 우먼 인 블랙 (2012)
- 127 시간 (2010)
- 킥 애스 (2010)
- 디센트: Part 2 (2009) (감독 겸임)
- 이든 레이크 (2008)
- 스타더스트 (2007)
- 스타트 포 텐 (2006)
- 사이러스 되기 (2005)
- 디센트 (2005)
- 레이어 케이크 (2004)
- 칼슘 키드 (2004)
- 닷 더 아이 (2003)
- 리플리스 게임 (2002)
- 스내치 (2000)

추가 편집자
- 스파이 게임 (2017)
- 제비와 아마존 (2016)
- 패딩턴 (2014)

보조 편집자
- 비밀요원 (1996)
- 토요일이 오면 (1996)
- The Turnaround (1995)

조감독
- Solitaire for 2 (1995)

총괄 편집자
- Access All Areas (2017)

총괄 프로듀서
- 필스 (2013)

제작자
- 세 번째 (2021)